# Олга Токарчук
Олга Наво́я Тока̀рчук (на полски: Olga Nawoja Tokarczuk) е полска писателка, есеистка, романистка, авторка на сценарии, поетеса, психоложка, носителка на международната награда „Букър“ за романа „Бегуни“, двукратна лауреатка на литературната награда „Нике“ за романите „Бегуни“ и „Якубови книги“. През 2019 година получава Нобеловата награда за литература за 2018 година. Нобеловият комитет ѝ присъжда наградата, заради „повествователното ѝ въображение, което с енциклопедична страст разкрива преминаването на границите като форма на живот“.

## Биография и творчество
Родена е през 1962 година в град Сулехов, Любушко войводство.
Олга Токарчук е автор на романи, книги с разкази, новели, есета, сборник с поеми. Става популярна с отличителния си „митичен“ тон на писане.
Най-успешната ѝ книга безспорно е романът „Правек и други времена“ (1996). „Правек и други времена“ е носител на наградата на фондация „Кошчелски“, Наградата на читателите НИКЕ, наградата „Паспорт“ на сп. „Политика“. Този роман донася на Олга Токарчук световно признание и славата на един от най-важните представители на съвременната полска литература.
През 2017 г. режисьорката Агнешка Холанд заснема филма Pokot, основан на романа на Токарчук Карай плуга си през костите на мъртвите. Премиерата на филма е на Берлинския филмов фестивал през 2017 г.
През 2018 г. английският превод на романа ѝ Бегуни получава наградата „Букър“.
Олга Токарчук  получава титлата почетен доктор от Варшавския университет през декември 2020, от Вроцлавския университет през септември 2021, от Ягелонския университет през октомври 2021 и от Софийския университет през 2022 г.
Обявена е за почетен гражданин на Вроцлав (юни 2019), Варшава (юни 2020) и Краков (октомври 2021).
Член е на Партията на зелените и на редколегията на ляволибералното списание „Политическа критика“.